# كارولين فوكس
كارولين فوكس (24 مايو 1819 - 12 يناير 1871) هي كاتبة يوميات إنجليزية ومراسلة من كورنوال. شملت مذكراتها عدة شخصيات بارزة بمن فيهم جون ستيوارت مل وتوماس كارليل.

## حياتها
ولدت كارولين فوكس في 24 مايو 1819 في بنجيريك، وهو منزل كبير بالقرب من فالموث، كأحد أبناء المخترع روبرت وير فوكس الخمسة من عائلة فوكس المؤثرة في فالموث وزوجته ماريا باركلي، الذين كانا من جمعية الأصدقاء الدينية. كانت آنا ماريا فوكس أيضًا الأخت الصغرى لباركلي فوكس كاتبة يوميات.
تسجل مذكرات كارولين الشهيرة ذكريات شخصيات بارزة مثل جون ستيوارت ميل وجون ستيرلنج وتوماس كارلايل. ظهرت مختارات من مذكراتها ورسائلها (1835-1871) في شكل ذكريات الأصدقاء القدامى: كارولين فوكس من بنجيريك، كورنوال. ظهرت مجموعة مختارة من الطبعة الفيكتورية في عام 1972.
ساعدت كارولين فوكس وشقيقتها آنا ماريا في تأسيس جمعية رويال كورنوال للفنون التطبيقية في فالماوث.
توفيت كارولين في 12 يناير 1871 ودُفنت في مقبرة كويكر في بودوك.

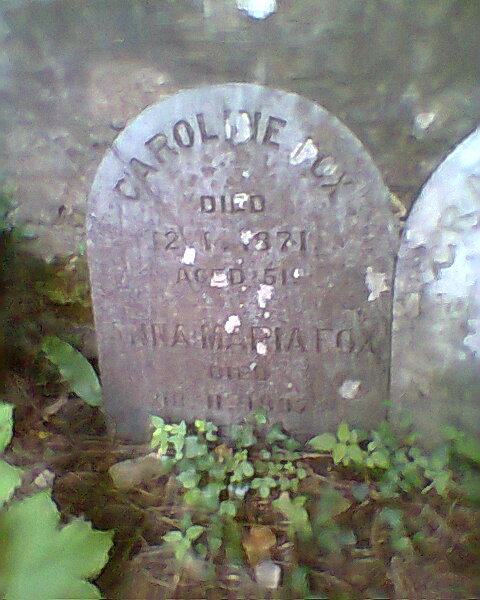
قبر كارولين وآنا ماريا فوكس في مقبرة بودوك كويكر، فالموث